# Anton Gundaker von Starhemberg
Grof Anton Gundaker von Starhemberg, avstrijski general, * 26. marec 1776, Brno † 12. oktober 1842, grad Bergheim pri Linzu.